# Шиханы (город)
Шиха́ны — город областного значения в Саратовской области России.
Образует муниципальное образование город Шиханы со статусом городского округа как единственный населённый пункт в его составе. В 1997—2018 годах имел статус ЗАТО. Как административно-территориальная единица с 1 января 2022 года наделён статусом административного округа.

## География
Город расположен примерно в 14 километрах от правого берега реки Волги, в 129 км от Саратова и в 20 км от Вольска.
Город и его городской округ со всех сторон окружён территорией Вольского района.

## Население
| 1939  | 1959  | 1970  | 1979    | 1989    | 1998    | 2000  | 2001  | 2002  |
| ----- | ----- | ----- | ------- | ------- | ------- | ----- | ----- | ----- |
| 5720  | ↗6026 | ↗8805 | ↗10 283 | ↗12 763 | ↗13 200 | ↘8400 | ↘8300 | ↘6738 |
| 2003  | 2005  | 2006  | 2007    | 2008    | 2009    | 2010  | 2011  | 2012  |
| ↘6700 | ↘6500 | ↘6400 | ↘6300   | ↘6200   | ↘6093   | ↘6067 | ↗6100 | ↘5918 |
| 2013  | 2014  | 2015  | 2016    | 2017    | 2018    | 2019  | 2020  | 2021  |
| ↘5842 | ↘5777 | ↗5834 | ↘5738   | ↘5665   | ↘5560   | ↘5498 | ↘5414 | ↘5155 |

На 1 января 2025 года по численности населения город находился на 1079-м месте из 1124 городов Российской Федерации.

## История
Поселение основано в 1820 году как усадьба графа В. В. Орлова-Денисова, героя Отечественной войны 1812 года.
В 1876 году была построена школа.
В 1917 году в Шиханах было около 2 домов и 5 жителей. Последним владельцем[уточнить] был правнук основателя — Василий Петрович Орлов-Денисов.

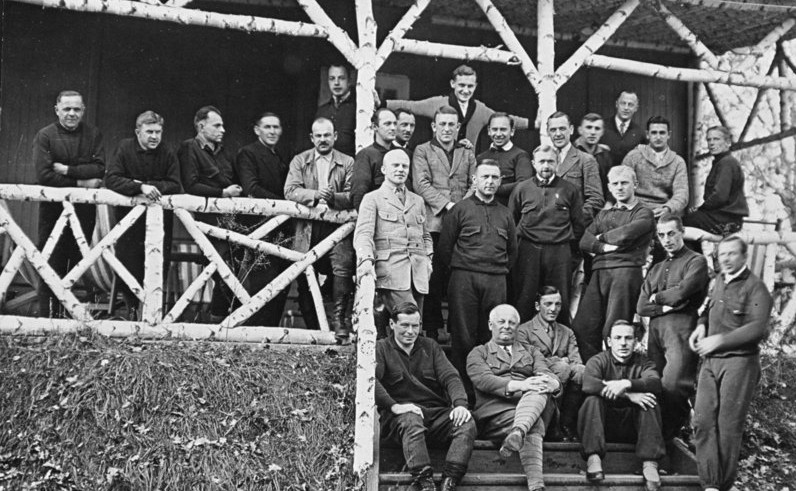
Немецкий персонал базы по испытаниям химического оружия «Tomka» (Шиханы, Саратовская область, 1928)

В 1923 году создана илюшинская станция, ставшая впоследствии Центральным войсковым химическим полигоном Советской армии.
В 1961 году появилось градообразующее предприятие — Государственный институт технологии органического синтеза.
В 1997 году город получил статус закрытого административно-территориального образования
1 января 2019 года закрытое административно-территориальное образование упразднено.
После упразднения ЗАТО его правопреемником стал городской округ город Шиханы.

## Территориальное устройство
Основные части города: Шиханы-1 (непосредственно сам город), Шиханы-2 (военный городок; г. Вольск-18), Шиханы-4 (арсенал).

### Вольск-18
Военный городок Шиханы-2 (население 4658 человек), также известный как Вольск-18, административно не входит в ЗАТО Шиханы, но исторически является с ним одним целым. Расстояние между городами 2 км. Чтобы попасть в Вольск-18 (Шиханы-2), требуется специальный пропуск, не говоря уже о въезде в бригаду или институт. В городке построено два с небольшим десятка достаточно современных домов, расположенных на Краснознамённой улице.
С двух сторон посёлок окружён густым лесом (сосны, лиственные деревья). С остальных сторон — полигон, степная зона, практически не тронутая земля. Полигон — ареал сурков, занесённых в Красную книгу. Химическое оружие на полигоне не испытывается.
Вольск-18 (Шиханы-2) включает в себя:
- 33-й центральный научно-исследовательский испытательный институт Министерства обороны Российской Федерации;
- полигон 33-го ЦНИИИ Минобороны России;
- 9-й полк РХБЗ (Чрезвычайного Реагирования);
- 1-я мобильная бригада РХБЗ;
- 16-й Центральный военный клинический госпиталь (16-й ЦВСГ), ныне филиал № 4 ФГКУ «3-й Центральный военный клинический госпиталь имени А. А. Вишневского»;
- поликлиника;
- средняя образовательная школа № 24 Минобороны России ;
- музыкальная школа;
- 2 детских сада;
- 2 гостиницы;
- дом офицеров (включающий в себя кинотеатр);
- лесхоз;
- в 2004 году открыт филиал Московской современной гуманитарной академии.

В городке есть парк с прудом, представляющий собой часть графского парка. Изначально размер парка составлял около 10 000 га, сейчас большая часть одичала и стала частью лесного массива. В парке на озере живут утки и лебеди, их специально содержит гарнизон. На зиму лебедей переселяют в тёплые помещения.
Химический завод работает и территориально относится к 5-му участку[уточнить].
Полигон (до 1961 года — Центральный военно-химический полигон) относится к 33 ЦНИИИ Минобороны России. Испытания на полигоне проводятся крайне редко.
Двое начальников института — Л. А. Дегтярёв (в 1976 году) и А. Д. Кунцевич (в 1981 году) были удостоены звания Героев Социалистического Труда. Впоследствии А. Д. Кунцевич был избран действительным членом (академиком) Академии наук СССР (РАН) и удостоен Ленинской премии.
В посёлке находится 1 мобильная бригада радиационной, химической и биологической защиты. Это войска повышенной боеготовности, которые обеспечивают защиту от аварий на радиационно и химически опасных объектах и предприятиях.
Инфраструктура Вольска-18 неплохо развита: 1 кафе, 9 продовольственных магазинов, 3 промтоварных магазина, почтовое отделение и отделение Сбербанка России. Имеется сеть кабельного телевидения (с 1997 года) и Интернет, современно оборудованный спорткомплекс (бассейн, тренажёрный зал), футбольное поле и хоккейная (в летнее время — теннисная) коробка.
В 1980-е годы в посёлке стал развиваться горнолыжный спорт. Были построены первые трасса и подъёмник, которые были введены в эксплуатацию зимой 1979—1980 годов. Затем была построена горнолыжная база.
В мае 1997 года в посёлке был торжественно открыт и освящён православный Храм святителя Николая архиепископа Мирликийского. В этом большая заслуга тогдашнего начальника института Н. И. Алимова.
С 2003 года функционирует устойчивая сотовая связь. Через лесхоз проложена дорога до деревни Рыбное (расстояние примерно 14 км). Посёлок уютный, в нём постоянно поддерживаются чистота и порядок на территории. Во времена Н. И. Алимова (в 2003 году) были построены и введены в действие водовод и комплекс для очистки воды, обеспечивающие бесперебойное снабжение жителей посёлка питьевой водой. До этого посёлок снабжался водой, в основном, из артезианских скважин.
В 2012 году председатель правительств РФ Дмитрий Медведев подписал распоряжение о размещении государственного заказа на хранение и уничтожение химического оружия в Шиханах на объекте 21-26 филиала федерального государственного унитарного предприятия Государственный научно-исследовательский институт органической химии и технологии.
Постановлением Правительства Российской Федерации Шиханы лишены статуса закрытого административно-территориального поселения (ЗАТО). Окончательно статус закрытого города снят 1 января 2019 года.
В посёлке также имеется Мемориальный комплекс в честь жителей посёлка, погибших во время Великой Отечественной войны. Здесь круглосуточно горит вечный огонь. Кроме того, в посёлке открыты памятники героям-химикам, принимавшим участие в ликвидации последствий аварии на Чернобыльской АЭС и в военных действиях на территории Чеченской Республики.
Планируется строительство нового здания для средней общеобразовательной школы № 24.
Качество подъездных дорог к посёлку, особенно со стороны 1-го участка (ЗАТО), отличное, дорога отремонтирована в 2022 году. Регулярным автобусным сообщением посёлок соединён с городом Вольском. Расстояние до города составляет 20 км.
Ежегодно 9 мая в посёлке проводятся торжественные построения и гарнизонные парады в честь Дня Победы.
Несколько раз (в 1980-е—1990-е годы) Институт и посёлок посещали иностранные делегации стран-участниц Конвенции по запрещению химического оружия.